# 孔斯蒂圖西翁鎮

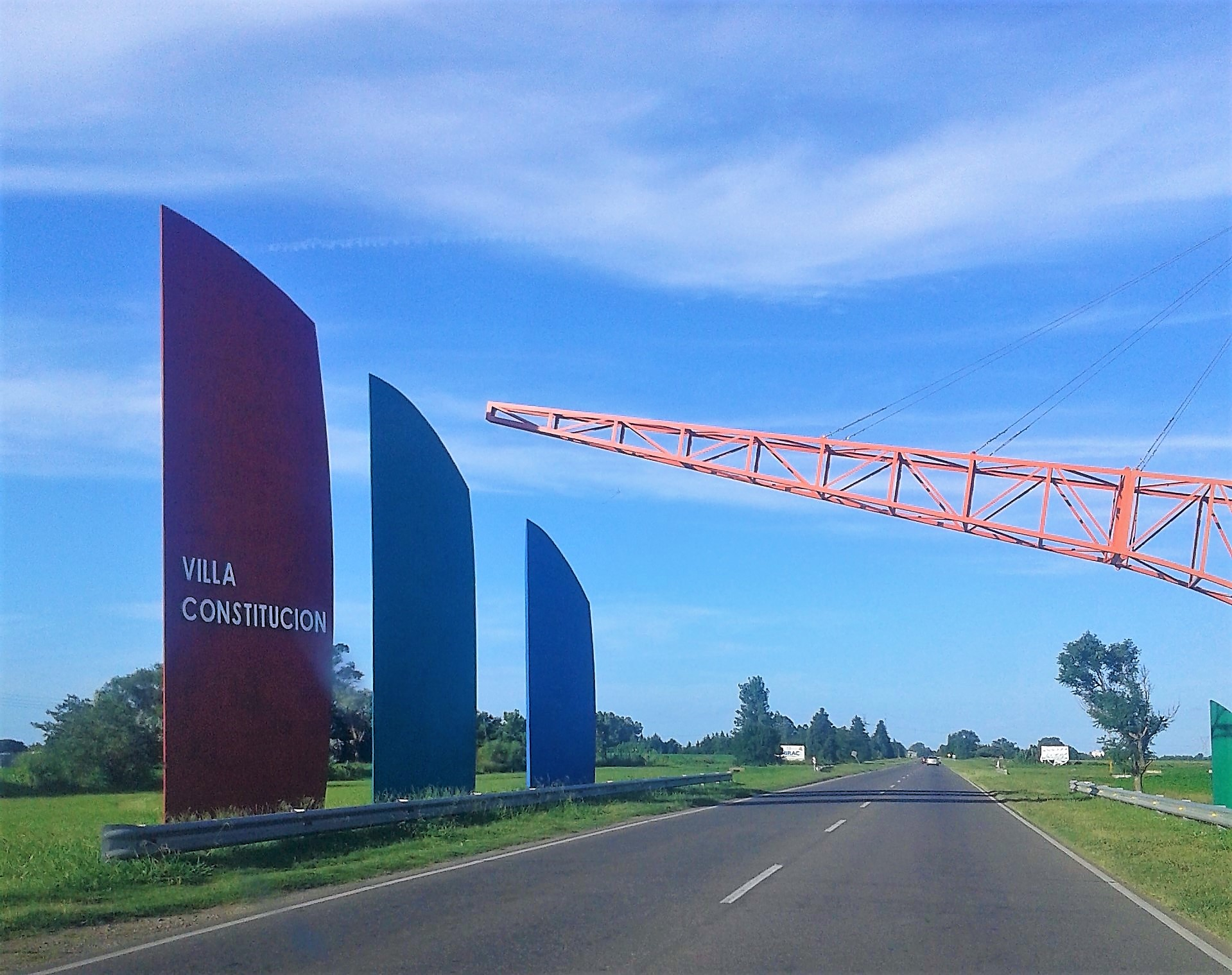
孔斯蒂圖西翁鎮

孔斯蒂圖西翁鎮（Villa Constitución）是阿根廷的城鎮，位於該國東北部，由聖大非省負責管轄，始建於1858年2月14日，面積103平方公里，海拔高度42米，2012年人口48,356，人口密度每平方公里470人。

## 外部連結
- Portal of the city
- News portal and guide of the city